# 霍姆斯特德 (愛荷華州)
霍姆斯特德（英語：Homestead）是位於美國愛荷華州愛荷華縣的一個人口普查指定地區。

## 人口
根據2010年美國人口普查的數據，霍姆斯特德的面積為4.44平方千米，當中陸地面積為4.44平方千米，而水域面積為0.00平方千米。當地共有人口148人，而人口密度為每平方千米33.33人。